# St. Laurentius (Dachau)
St. Laurentius ist eine Filialkirche des Pfarrverbands St. Jakob im Dekanat Dachau. Sie liegt am Rande des Dachauer Stadtteils Etzenhausen. Der Patron der Kirche ist der heilige Laurentius. Der Baustil weist spätgotische und barocke Stilelemente auf.

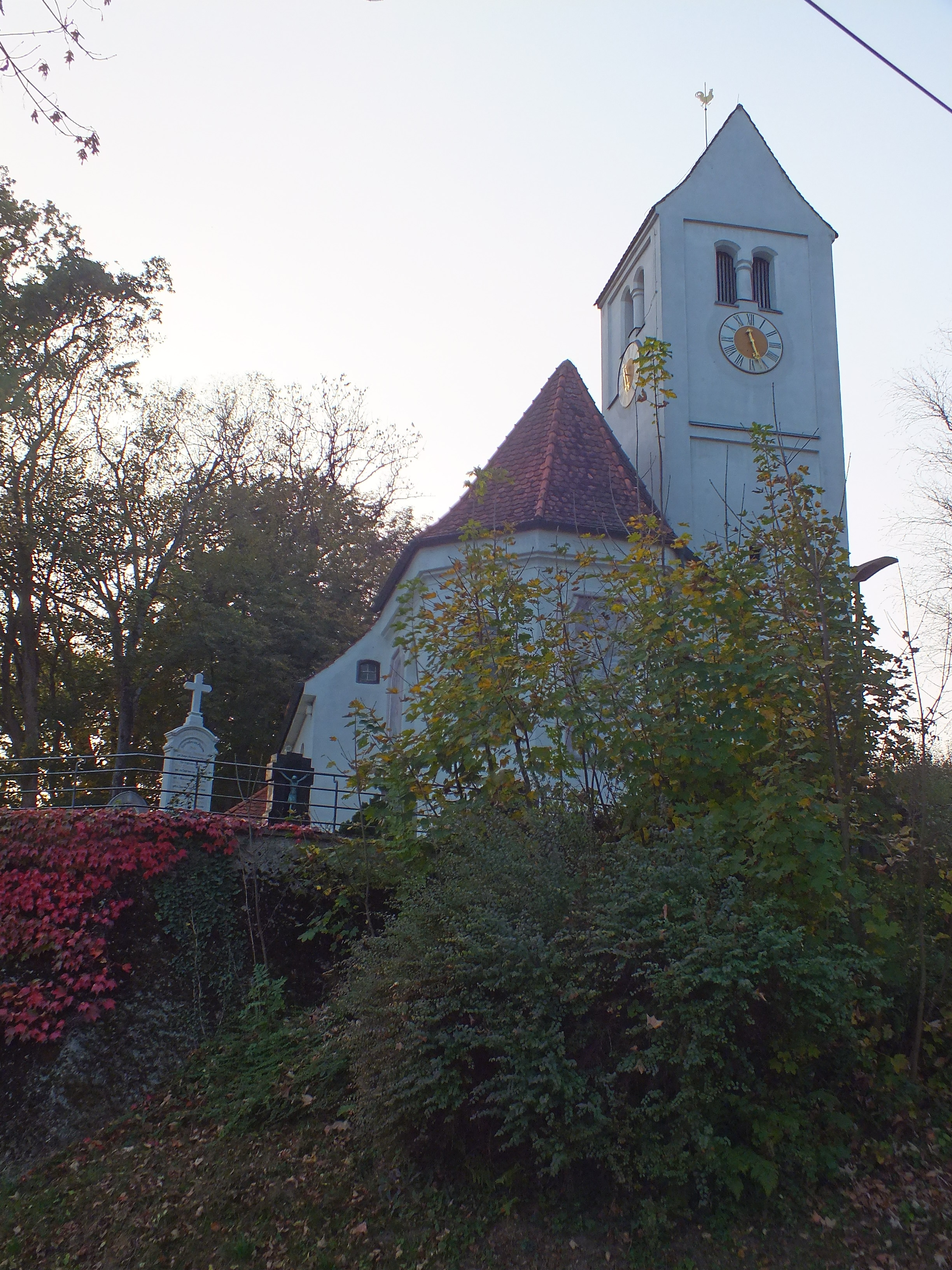
Filialkirche St. Laurentius

## Geschichte
Im Jahr 804 verlangte Atto, der Bischof des Bistums Freising vom Kloster Tegernsee die Rückgabe von zwölf Taufkirchen, darunter befand sich auch die in Etzenhausen, das damals noch als Zezinhusir bezeichnet wurde. Die Kirche wurde im Jahr 1315 in den Konradinischen Matrikeln als Filialkirche von St. Jakob in Dachau aufgeführt.
Der jetzige, an der Nordseite des Chores gelegene Kirchturm mit Satteldach und der Altarraum wurden um das Jahr 1500 in spätgotischem Baustil errichtet, das fünfjochige Langhaus des Kirchenschiffes stammt aus dem 17. Jahrhundert. Der dem Patron Laurentius geweihte Altar entstand um das Jahr 1623. Er wurde 1740 von Nikolaus Prugger überarbeitet und erhielt sein jetziges Aussehen, zwischen 1740 und 1750 entstanden die von Bartholomäus Schuhpaur geschaffenen Altarfiguren Barbara und Katharina, das Altarblatt von Franz Mayr aus dem Jahr 1750 zeigt das Martyrium des heiligen Laurentius. Der Deckenstuck im Rokokostil wurde im Jahr 1735 angebracht. Verschiedene Dachauer Künstler wie Johann Georg Hörmann, Anton Huber, Richard Huber und Ludwig von Herterich trugen im Lauf der Zeit zur Ausgestaltung und Erneuerung des Kircheninnenraumes bei. Die Fenster im Altarraum entstanden um 1912 und wurden von Bauern aus der Umgebung gestiftet. Die Kanzel der Kirche war wegen des nur geringen zur Verfügung stehenden Raumes nicht mit über eine Treppe, sondern nur über eine Leiter erreichbar und wurde 1934 entfernt.
Im Jahr 1910 wurde der Glockenstuhl in Eisenausführung erneuert, von den drei in diesem Jahr eingebrachten Glocken ist noch eine gestiftete erhalten, die anderen beiden wurden während des Ersten Weltkrieges eingeschmolzen. Die 1921 in Erding als Ersatz gegossenen Glocken erlitten im Zweiten Weltkrieg das gleiche Schicksal. 1950 und 1952 wurden in Erding die jetzigen Glocken für die St. Laurentiuskirche gegossen.